# Carl William Büller
Carl William Büller, auch Karl Wilhelm Büller, (* 23. Februar 1851 in Hamburg; † 17. Dezember 1923 auf Schloss Dölitz bei Leipzig) war ein deutscher Schauspieler und Regisseur.

## Leben
Der Sohn eines Rechtsanwalts besuchte in Hamburg das Gymnasium, wo er sich nach erfolgreicher Beteiligung an Schulaufführungen entschloss, Schauspieler zu werden. Dem Wunsch des Vaters entsprechend, begab er sich 1873 zunächst jedoch nach Leipzig, um Ingenieurwissenschaften zu studieren. Nebenher wirkte er an Aufführungen der Privattheatergesellschaft Thalia mit. Beim damaligen Direktor des Leipziger Stadttheaters, Friedrich Haase, debütierte Büller am 7. April 1874 als  Kellner in dem Lustspiel Wenn Frauen weinen.
Seine ersten Engagements führten ihn nach Schwanebeck, Eisenach, Erfurt, Halberstadt, Düsseldorf, Halle, Zürich und Stettin.
1879 wurde er durch das Königliche Hoftheater in Dresden engagiert. Dort brillierte er vor allem im komischen Charakterfach und spielte als erster Darsteller in Deutschland den Theodor Schmählich in Michael Klapps Lustspiel Rosenkranz und Güldenstern.
Ab 1880 wirkte er als Komiker am Hoftheater Kassel.
1883 kehrte er an das Leipziger Theater zurück, wo er als Regisseur, erster Charakterkomiker und Operettenkomiker wirkte. Büller gehörte auch hier zu den Lieblingen des Publikums. Auf dieser Bühne spielte er erstmals seine spätere Paraderolle, den Theaterdirektor Striese in Franz von Schönthans Komödie Der Raub der Sabinerinnen. Seine Darstellung dieser Rolle, die seinen Namen weit und breit bekannt gemacht hat und mit der er für alle Zeiten auf das innigste verbunden bleibt, wurde mustergültig auf deutscher Bühne und ist ihm wohl von keinem Komiker mit gleicher Wirkung nachgespielt worden. Mehr als 100 mal hat er dieselbe in Deutschland, Österreich, der Schweiz und Russland gespielt, immer mit derselben Zwerchfell erschütternden Komik. Seine Extempores und Einlagen in diesem Stücke sind wohl typisch geworden und werden von den meisten Darstellern des "Striese" kopiert.
1889 folgte er dem Ruf des Berliner Wallner-Theaters, das er bereits 1891 wieder verlassen musste, um den zahlreichen Gastspielanträgen genügen zu können, die ihn während der folgenden sechs Jahre an die ersten Bühnen des deutschsprachigen Theaters führten.
Im September 1896 ließ er sich vom Deutschen Volkstheater in Wien engagieren. Dort spielte er im April 1897 den Wehrhahn in Hauptmanns Stück Der Biberpelz, das bei seiner Uraufführung in Berlin durchgefallen, seitdem liegen geblieben war und erst mit dieser Inszenierung den eigentlichen Durchbruch erlebte.
Danach nahm Büller kein festes Engagement mehr an, sondern übte seine Darstellungskunst nur mehr gastierend aus. Er ist hoch willkommen, wo er auch erscheint. Seine drollige Natürlichkeit, seine köstliche Frische, verwachsen mit einem köstlichen Humor, wirken zündend. Jede Pointe schlägt ein. Er verschmäht tolle Übertreibung, Grimassen, Hände- und Körperverdrehungen, grelle Effekte. B. führt fein ausgeführte Charakterfiguren vor, die durch ihren Gesamteindruck wie in ihren Details köstliche Wirkung üben. Nie ist er grober Spaßmacher und bleibt auch bei der tollsten Komik immer Künstler. Zu seinen beliebtesten und populärsten Leistungen, mit denen er auf seinen Gastspielen erheitert, zählen seine trefflichen Gestalten in "Senator", '"Großmama", "Zirkusleute", "Bräsig", "Dr. Wespe", "Im weißen Rössel", "Kinder der Excellenz", "Einer von unsere Leut' ", "Krieg im Frieden", "Haasemanns Töchter", "Charleys Tante" etc., die sich durch B'.s prächtige, auf liebevoller Beobachtung alles Menschlichen beruhende, fein satirische und humorvoll parodierende Komik, überall größten Beifalls erfreuen.
Der überaus beliebte Schauspieler starb, nachdem er seine von ihm entworfene Villa in Hamburg-Groß Borstel inflationsbedingt weit unter Wert verkaufen musste, auf Schloss Dölitz bei Leipzig.
Sein Sohn war der Schauspieler und Theaterleiter William Büller, seine Tochter war die mit Gottfried Benn befreundete Schauspielerin Elinor Büller (1886–1944).